# Joel Keller
Joel Keller, född i Toronto, Kanada, är en kanadensisk skådespelare.

## Filmografi
- Blue murder (TV-serie)
- Storm of the Century

## Fotnoter
1. ↑  Freebase Data Dumps, Google.[källa från Wikidata]